# Леде, Эммануэль-Фердинанд Бетт
Эммануэль-Фердинанд-Франсуа Бетт (фр. Emmanuel-Ferdinand-François Bette; 13 января 1724, Мадрид — 6 июля 1792, Леде (Восточная Фландрия), 4-й маркиз де Леде — французский генерал, участник Семилетней войны.

## Биография
Сын Жана-Франсуа Бетта, 3-го маркиза де Леде, и Анны Марии де Крой.
Сеньор Ангро и Отреппе, наследственный великий бальи области Алста, гранд Испании 1-го класса.
1 марта 1735 поступил на службу лейтенантом в полк валлонской гвардии. 27 августа 1737 получил под начало роту, которой командовал в Италии в 1743—1744 годах, во  время войны за Австрийское наследство.
29 января 1745 стал полковником Африканского пехотного полка, с которым продолжил службу в Италии; 18 сентября того же года произведен в бригадиры.
После подписания мира получил должность главного конюшего герцогини Пармской, и перешел на французскую службу, где патентом от 25 августа 1749 был произведен в лагерные маршалы.
В ходе Семилетней войны в 1757—1760 годах служил в Германской армии. В 1757 году участвовал в битве при Хастенбеке, захвате Ганновера и бою под Целлем, в 1758 году сражался в битве при Крефельде, в 1759 году при Миндене. В 1760 году участвовал в бою под Корбаком и деле при Варбурге.
Выйдя в отставку, перестроил замок маркизов де Леде во Фландрии, окружив его живописными рощами и прудами.
В 1789 году присоединился к Брабантской революции.

## Семья
Последний маркиз де Леде умер бездетным в своем родовом замке в 1792 году. По слухам, он женился неравным браком в 1762 году в Амстердаме на некоей Розали-Этьенетте дю Тарт (29.08.1740—13.09.1788), француженке, которая была актрисой в Брюсселе. Их обоих похоронили в Леде, но за пределами церковной ограды.
Наследниками семьи де Леде были герцог Анн-Эммануэль де Крой и князь Фридрих III фон Зальм-Кирбург. Сеньории Ангро и Отреппе были проданы после смерти маркиза.